# Melampsora castellana
Melampsora castellana is een schimmel behorend tot de familie Melampsoraceae. Het is een roest die behoort tot het complex Melampsora populnea. Het komt voor op populieren, waaronder Populus alba. 

## Kenmerken
Spermagonia en aecia
Onbekend
Uredinia
Uredinia infectie begint aan de onderkant van het blad, maar kan later aan beide kanten voorkomen. De diameter is 0,25 tot 1,5 mm. Ze zijn omgeven door een witte ring van parafysen. De parafysen zijn knotsvormig en zelden kopvormig en meten 40–120 × 6–30 μm met een wand van 2 tot 4 μm. De urediniosporen zijn bolvormig, ellipsoïde of omgekeerd eivormig, zelden hoekig en hebben de afmeting 16-25 × 13-19 μm. 
Telia
Telia zijn onderzijdig en meten 0,75 mm. De teliosporen zijn prismatisch, rond aan de top en meten 30-49 × 9-16 μm.

## Verspreiding
GBIF telt acht waarnemingen van deze soort die alleen gedaan zijn in Spanje.